# Juraj Kadlec
Juraj Kadlec (7. června 1931 Bratislava – 1. června 2014 Chatham) byl slovenský fotbalový obránce a později kněz.
Emigroval při utkání Středoevropského poháru proti AS Řím, aby mohl v zahraničí studovat teologii. V roce 1967 ho vysvětil na kněze kardinál Josef Beran. Působil jako misionář v Kanadě.

## Fotbalová kariéra
Hrál za NV Bratislava, ČH Bratislava, Dynamo Žilina a Spartak Trnava. V československé lize nastoupil ke 165 utkáním. V juniorské reprezentaci nastoupil ve 4 utkáních a dal 1 gól. Mistr Československa v roce 1951. Fotbal hrál v nižších soutěžích a rekreačně do 49 let.

### Prvoligová bilance
| Ročník             | Zápasy | Góly | Minuty | Klub                |
| ------------------ | ------ | ---- | ------ | ------------------- |
| I. liga 1951       | –      | 0    | –      | Sokol NV Bratislava |
| I. liga 1952       | –      | 0    | –      | Sokol NV Bratislava |
| I. liga 1953       | 12     | 0    | –      | ČH Bratislava       |
| I. liga 1954       | 20     | 0    | –      | ČH Bratislava       |
| I. liga 1955       | 10     | 0    | –      | ČH Bratislava       |
| I. liga 1956       | 9      | 0    | 810    | ČH Bratislava       |
| I. liga 1956       | 9      | 0    | –      | Dynamo Žilina       |
| I. liga 1957/1958  | 29     | 1    | –      | Spartak Trnava      |
| I. liga 1958/1959  | 23     | 0    | –      | Spartak Trnava      |
| I. liga 1959/1960  | 22     | 0    | –      | Spartak Trnava      |
| CELKEM I. ČS. LIGA | 165    | 1    | –      |                     |